# Кук (Минесота)
Кук (енгл. Cook) град је у америчкој савезној држави Минесота.

## Демографија
По попису из 2010. године број становника је 574, што је 48 (-7,7%) становника мање него 2000. године.
| Група             | 2000.       | 2010.       |
| Белци             | 602 (96,8%) | 526 (91,6%) |
| Афроамериканци    | 1 (0,2%)    | 1 (0,2%)    |
| Азијати           | 0 (0,0%)    | 0 (0,0%)    |
| Хиспаноамериканци | 4 (0,6%)    | 5 (0,9%)    |
| Укупно            | 622         | 574         |